# Die Happy
A Die Happy zenekar a németországi Ulmban alakult meg.  Nevük jelentése „halj meg boldogan”. Zenei stílusuk - ahogy egy kritikus nevezte - „popcore”, azaz a rock és popzene keveréke.

## Az együttes története
A zenekart 1993-ban alapította az énekesnő, Marta Jandová és a gitáros, Thorsten Mewes.
A Die Happy 1998-ban az elsők közt volt, akiket a Bandpool (Baden-Württemberg Popakadémia egy projektje) támogatott.
A zenekar életében áttörést jelentett, amikor 2001-ben a Supersonic Speed című slágerükkel felkerültek a Top 50 német slágerlistára.
A 2005. november 11-én megjelent Four & More Unplugged című albumukkal teljesült az álmuk, több számukat „unplugged”, azaz akusztikus verzióként is kiadhatták.

## Diszkográfia

### Albumok
- 1994 Better Than Nothing
- 1996 Dirty Flowers
- 1997 Promotion
- 2001 Supersonic Speed
- 2002 Beautiful Morning
- 2003 The Weight Of The Circumstances
- 2005 Bitter To Better
- 2005 Four And More Unplugged
- 2006 No Nuts No Glory
- 2008 VI
- 2009 Most Wanted

### Főbb dalaik
- 2000 Supersonic Speed
- 2001 Like A Flower
- 2001 One Million Times
- 2002 Goodbye
- 2002 Not That Kind Of Girl
- 2002 Cry For More
- 2003 Big Boy
- 2003 Everyday's A Weekend
- 2004 Slow Day
- 2005 Big Big Trouble
- 2005 I Am
- 2006 Blood Cell Traffic Jam
- 2006 Wanna Be Your Girl
- 2006 The Ordinary Song
- 2008 Peaches
- 2008 Still Love You

### DVD-k
- 2003 The Weight of the Circumstances
- 2004 10 - live and alive
- 2008 VI (Limited Edition)